# ألان اندروز
ألان اندروز (بالإنجليزية: Allan Andrews)‏ هو سياسي أسترالي، ولد في 15 سبتمبر 1940. انتخب عضو الجمعية التشريعية نيو ساوث ويلز.